# 大相撲力士大麻問題
大相撲力士大麻問題（おおずもうりきしたいまもんだい）は、2008年〜2009年に起きた大相撲力士の大麻所持事件。
日本相撲協会の理事長が交代するに至った。

## 若ノ鵬の大麻所持事件
間垣部屋の当時前頭筆頭の幕内力士若ノ鵬寿則が、2008年6月24日に東京都墨田区錦糸町の路上で落とした財布の中にあったロシア製のたばこに、大麻成分を含んだ植物片0.368グラムが入っていたとして、同年8月18日に警視庁組織犯罪対策第五課は若ノ鵬を大麻取締法違反（所持）の疑いで逮捕した。若ノ鵬は取調べで容疑を認め、その後の家宅捜索の結果で、間垣部屋や若ノ鵬の自宅から吸引用パイプなどが発見された。若ノ鵬は逮捕時（8月18日）は20歳であったものの容疑事実の発生時（6月24日）は19歳でまだ未成年者であり、少年法の精神からは匿名報道が原則とされるが、「現役の幕内力士であり社会的影響が大きい」等の理由により多くのメディアが実名で報道した。
当時の日本相撲協会理事長だった北の湖敏満は、逮捕当日に緊急で記者会見を開き謝罪文を読み上げた。そして、8月21日の緊急理事会で、若ノ鵬を解雇することを決定した。現役力士に対して解雇の処分が下されるのは初めてであった。若ノ鵬の師匠の間垣親方は理事職を引責辞任した。
事件の背景には、協会および師匠である間垣の「指導不足」があったとされる。素行の悪さは従前から指摘されていたものの「未熟さをたしなめる人が身近にいなかった」。師匠も、若ノ鵬が間垣部屋での暮らしとは別にマンションの部屋を借りていたことを把握していなかったと述べている。
その後、大麻取締法の起訴の基準となる所持量に達していないこと、容疑者が初犯で容疑を認めていること、社会的な制裁を受けていることを考慮し、東京地方検察庁は若ノ鵬を処分保留のまま釈放し、9月12日には起訴猶予処分とした。
8月末に発表された2008年9月場所の番付には、若ノ鵬は東前頭8枚目に掲載される予定だったが、番付から削除され、若ノ鵬の名前が入る部分は空欄となった。
若ノ鵬は2008年9月11日、相撲協会を相手に解雇処分は無効として力士としての地位確認を求める訴訟の提起と仮処分の申請を東京地方裁判所に行った。訴訟については同年10月27日に第1回の口頭弁論が開かれ、相撲協会側は全面的に争う姿勢を示した。一方、仮処分の申請については同年10月30日に東京地裁が却下、若ノ鵬側はこれを不服として東京高等裁判所に即時抗告を行ったが、12月9日にこれも却下された。これを受けて若ノ鵬は2009年2月に訴訟を取り下げ、ロシアへ帰国した。

## 露鵬と白露山の大麻吸引・所持疑惑
2008年9月2日、日本相撲協会の再発防止検討委員会は、日本アンチ・ドーピング機構の大西祥平専門委員の指導のもと、力士会の定例会の冒頭で抜き打ちで簡易検査による尿検査を行った。その中で露鵬と白露山の2名の尿のサンプルから陽性反応が出た。協会は警視庁に報告を行い、これを受けて、警視庁組織犯罪対策第五課は大麻取締法違反（所持）容疑で、2人の所属する大嶽部屋と北の湖部屋を家宅捜索したが、大麻の所持を裏付けるものは発見されなかった。露鵬と白露山は警察の取調べでも大麻の所持を否定した。
その後も露鵬と白露山は大麻の所持を否定し潔白を主張し続けた。しかし、6日になって精密検査でも露鵬と白露山の尿から陽性反応が出た事が明らかになった。白露山の師匠でもある北の湖理事長は、再検査で陽性となった場合も、警察の捜査結果が出るまで処分を下さない方針を示唆しており、14日から始まる予定の9月場所にも出場させる考えを示していた。
9月8日、日本相撲協会は再発防止検討委員会、臨時理事会、評議員会を開いた。再発防止検討委員会では、精密検査の結果が委員と露鵬と白露山本人に報告し、2人から弁明も聞いた。その上で、精密検査の結果は副流煙のものとは考えられないほど高い数値を示していることと検査の信頼性などから、大麻の使用を否定するのは難しいと結論付け、午後の理事会の冒頭で報告した。理事会では北の湖理事長は理事長を辞任し、大嶽親方は委員から年寄へ降格、露鵬と白露山は解雇処分とすることを決定した。任期の途中で理事長が交代される例は2例目（1957年に出羽海理事長 （元横綱常ノ花）が自殺未遂の末に辞任）で、引責辞任による交代は初めてであった。
2008年9月場所の番付が発表された後だったが、一部の新聞では場所中の星取表に、「露鵬　解雇」「白露山　解雇」と表記されず、2人の名前が削除されたものがあった。
露鵬と白露山の両名は、2008年10月27日、解雇処分に対し、日本相撲協会を相手にこれを無効とし力士としての地位確認を求める訴訟を東京地方裁判所に提起し、同年12月1日に初回口頭弁論が行われた。また、力士としての地位保全を求めた仮処分の申請も同時に東京地裁に対して行ったが、2009年3月16日に東京地裁は申請を却下。両名はこれを不服として東京高裁に即時抗告を行ったが、同年7月上旬にこれも却下された。
2009年6月29日に開かれた口頭弁論での本人尋問においては、原告両名がともに髷を結い羽織をまとって力士としての姿で出廷し、無実と角界への復帰を訴えた。同年8月31日の口頭弁論では、露鵬の師匠であった大嶽親方が原告側証人として出廷し、簡易検査において相撲協会から「解雇はしないから検体を出すように」と言われて露鵬を説得したが、直後に警察に通報されたことを「はめられたと思った」と証言した。また、この口頭弁論では、この事件後に大麻所持によって有罪判決を受け相撲協会を解雇された元若麒麟による陳述書が提出され、2008年9月の検査で若麒麟に陽性反応があったにもかかわらず、処分なしとされた内容が含まれていたと原告側訴訟代理人が明らかにした。同年12月21日の口頭弁論では、事件当時の理事長で白露山の師匠であった北の湖親方が原告側の証人として出廷し、尿検査を行った段階では仮に陽性反応が出た場合にどのような処分を行うかは決めていなかったこと、解雇に際しては陽性反応のほか、両力士が2008年6月のロサンゼルス巡業でも大麻を吸引したとされること、検査結果が大麻の常用を疑われる数値を示したことなどを考慮したと証言した。これに対し原告側は、検査前に処分を決めておかなかったこと、ロザンゼルスでの大麻吸引に関しては根拠が薄弱なことを理由に、解雇処分の無効を主張した。
2010年4月19日に第一審の判決が言い渡され、露鵬と白露山の請求は棄却された。東京地裁は、争点となった「大麻検査および解雇手続の適正性」については問題なしとし、「他のスポーツと比較しての処分の重さ」については「薬物使用に対する協会の姿勢および社会情勢から重いとはいえず」、「国技たる相撲は他のスポーツと比較できない」と結論した。露鵬と白露山はこれを不服として4月26日に東京高等裁判所へ控訴したが、11月18日に東京高裁は控訴を棄却した。露鵬と白露山はこれを不服として上告したが、日本相撲協会の第三者機関の委員を務めていた弁護士の望月浩一郎によれば、2011年4月1日までに露鵬と白露山の敗訴が確定したという。
また、露鵬と白露山は、11代伊勢ノ海（元関脇藤ノ川）ら、露鵬らの解雇の原因となったドーピング検査を実施した再発防止検討委員会の元メンバー4名を相手に、薬物検査や解雇手続きに問題があったとして1億円の損害賠償を求める訴訟を東京地裁に起こした。2010年12月10日、東京地裁は「検査の手続きが公正さや適正さを欠いたとはいえない」として露鵬と白露山の請求を棄却した。露鵬と白露山は判決を不服として控訴したが、2011年6月29日に東京高裁は両名の控訴を棄却した。

## 若麒麟の大麻所持事件
2009年1月30日、若麒麟が乾燥大麻16グラムを所持していたとして大麻取締法違反（所持）の現行犯で神奈川県警察薬物銃器対策課に逮捕された。
2008年8月19日に当時幕内力士だった若ノ鵬が大麻所持により逮捕されたことを受け、2008年9月2日に日本相撲協会が簡易キットによる抜き打ち尿検査を行った際には、1回目の検査結果は陰性であったものの、検査結果が不鮮明だったために2度再検査を受けることになり、最終的には陰性と判定されていた。この際に、露鵬と白露山は、検査に対して陽性を示したため解雇されている。
逮捕翌日の1月31日に師匠の尾車親方が若麒麟の弁護士を通じて、引退の意思を確認し、同日付で引退届を提出した。
その後、若麒麟は2月20日に大麻取締法違反（所持）の罪で起訴され、4月22日に懲役10ヶ月執行猶予3年判決が確定した。

## その後の相撲協会の対応
相撲協会は2009年2月に薬物使用禁止規定を定め、違反者には解雇処分を下す方針を固めると同時に、そうして解雇された協会員には退職金を支給しないか減額するとの規定を寄付行為に設けた。規定適用第1号が貴源治賢士の事例である。

## その他
- 2009年8月31日、露鵬と白露山が起こした訴訟の証人尋問に16代大嶽(貴闘力)が出廷し、兄弟を庇う内容の証言を行っている。「尿を出せば100％終わりと思い、部屋に帰そうとした。部屋に帰ったら、どうにかうまいことになるという考えもあった」と隠蔽を図っていたとも受け取れる内容で、11代伊勢ノ海に「クビにしないから尿を出してくれ」と言われて「尿を出したら協会が警察を呼んだので“話が違う。はめられた”と思った」とも証言している[22]。これに対し、11代伊勢ノ海は「解雇ですか？と聞かれたから大丈夫じゃないかと言っただけ。クビにしないとは言ってない」と反論している[23]。
- 貴闘力は後年、自身のYoutubeチャンネルで露鵬と白露山の解雇を「逮捕された露鵬と白露山の大麻使用を利用して、相撲協会の理事長だった北の湖を失脚させたいと考えていた者たちによる陰謀だった」と主張している[24][25]。また2021年7月に解雇された貴源治に退職金が出なかったことについて、露鵬と白露山はもらっていると話し、貴乃花の弟子として狙われたのではないかと推測している[26]。
- 相撲協会による抜き打ちの薬物検査で、対象となった関取70人のうち、千代白鵬は唯一欠席していた[27]。当初協会は検査を拒否した力士に解雇処分を下す方針であったが、千代白鵬に処分は無かった。